# Hilary Knight
Hilary Atwood Knight (Palo Alto, 12 juli 1989) is een Amerikaans ijshockeyster. Ze nam met het Amerikaanse ijshockeyteam deel aan drie edities van de Olympische Winterspelen: Vancouver 2010, Sotsji 2014 en Pyeongchang 2018. Knight won met het team twee keer de olympische zilveren medaille (in 2010 en 2014) en één keer de olympische gouden medaille (in 2018).

## Biografie
Tijdens haar studie aan de University of Wisconsin-Madison kwam ze uit voor het team Wisconsin Badgers, en toen ze later studeerde aan de Choate Rosemary Hall werd ze toegevoegd aan het ijshockeyteam van de school. Zij hielp de Universiteit van Wisconsin-Madison de tweede plaats te bereiken van de NCAA-kampioenschappen. Het jaar erop leidde ze het team in punten toen de Badgers het nationale kampioenschap op zijn naam zette. Daarentegen zou Knight door de universiteit wel zijn onderbetaald.
Toen ze in 2007 naar Boston verhuisde, ging Knight voor de Boston Blades spelen. Ze werd al snel een van de topscorers van het team. Zo maakte ze in haar eerste jaar 20 goals en was ze daarmee de op een na succesvolste speler van de Blades. Knight kreeg in 2013 als eerste Amerikaanse ijshockeyster van de Canadian Women's Hockey League de prijs voor meest waardevolle speler. Met nog enkele van de beste ijshockeysters van de Blades maakte ze in 2015 de overstap naar het team Boston Pride. Hier bleef ze een aantal jaren spelen en in 2018 werd ze overgenomen door het professionele team Les Canadiennes de Montréal.
Knight werd in 2006 toegevoegd aan het nationale ijshockeyteam. Ze was met zeventien jaar de jongste Amerikaanse deelnemer aan de Four Nations Cup. Met het team won ze acht keer goud (2008-2009, 2011, 2013, 2015-2017, 2019) en twee keer zilver (2007, 2012) op het WK. Tevens nam ze drie keer deel aan de Olympische Winterspelen: in 2010 en 2014 won ze zilver, in 2018 goud.

## Privé
Knight heeft sinds 2014 een relatie met de Deense ijshockeyer Frederik Andersen. Ze is een nicht van skiër Chip Knight. Knight is queer.
1998:  Verenigde Staten · 
2002:  Canada · 
2006:  Canada · 
2010:  Canada · 
2014:  Canada · 
2018:  Verenigde Staten · 
2022:  Canada